# Marcus Iulius Cossutus

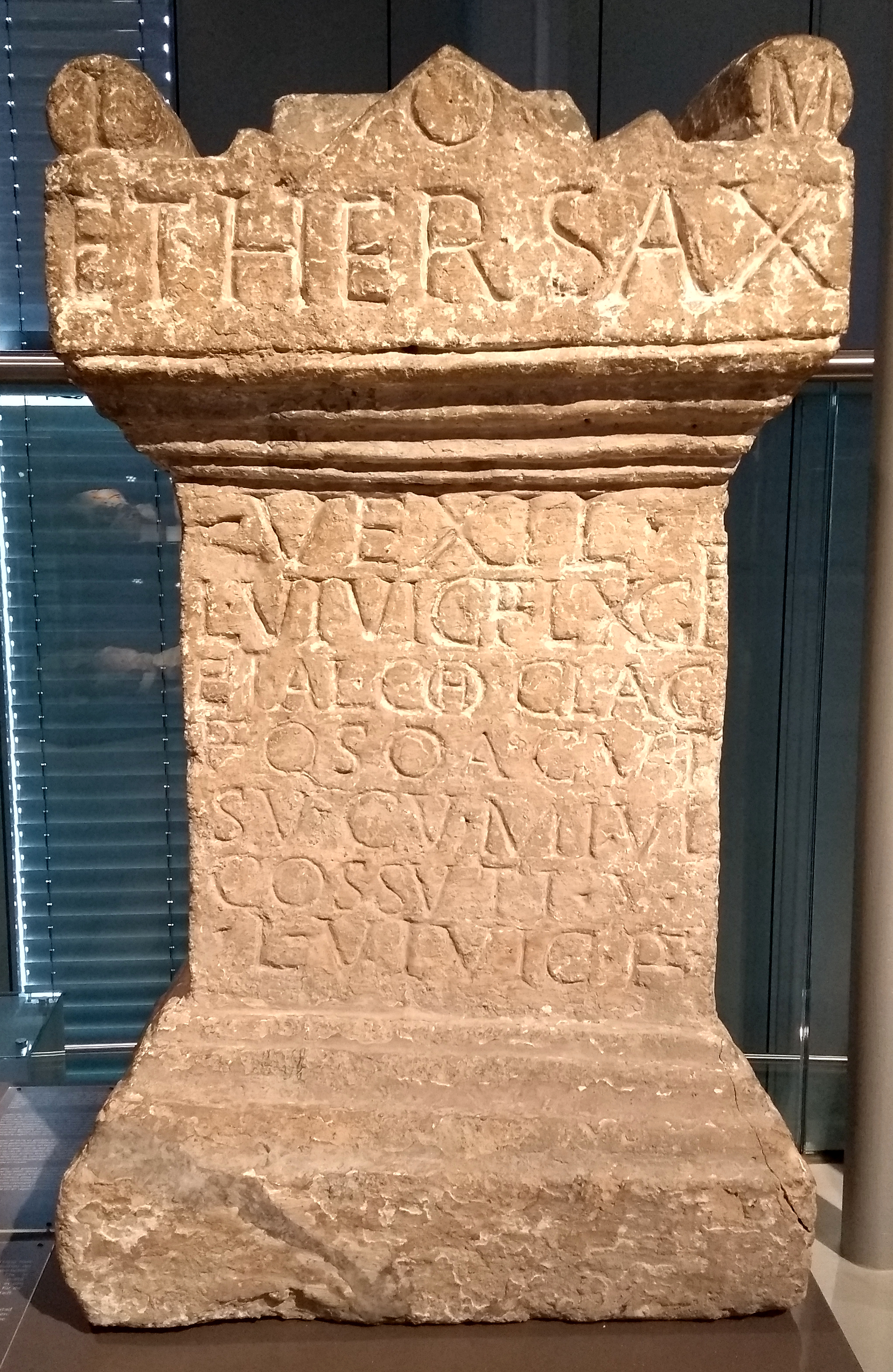
Die Inschrift

Marcus Iulius Cossutus war ein im 1. und 2. Jahrhundert n. Chr. lebender Angehöriger der römischen Armee.
Durch drei Weihinschriften, die in Brohl gefunden wurden, ist belegt, dass Cossutus Centurio in der Legio VI Victrix pia fidelis war. Aus den Inschriften geht darüber hinaus hervor, dass er Kommandeur (sub cura) von abgeordneten Soldaten (vexillarii) war, die aus der Legio VI Victrix pia fidelis, der Legio X Gemina pia fidelis, der Legio XXII Primigenia pia fidelis sowie aus Reitereinheiten (Alae), aus Kohorten und aus der Flotte (classis) stammten. Er weihte die Altäre dem Iuppiter Optimus Maximus und Hercules Saxanus.
Die Inschriften werden bei der EDCS auf 102/104 datiert. James Robert Summerly datiert sie in einen Zeitraum zwischen 96 und 101.